# پهولن دیوی
فولِن دِوی (انگلیسی: Phoolan Devi; ۱۰ اوت ۱۹۶۳ – ۲۵ ژوئیهٔ ۲۰۰۱) راهزن سابق و سیاست‌مدار اهل هند بود.